# Ernst H. Richter
Ernst Hermann Richter (geboren 27. Juni 1900; gestorben 25. April 1959) war ein deutscher Science-Fiction-Autor. Er schrieb meist unter den Pseudonymen William Brown und Ernest Terridge.

## Leben
Richter war von Beruf Justizinspektor. In seiner Freizeit interessierte er sich für Raketentechnik und verfasste ab 1953 eine Reihe von Science-Fiction-Romanen, die im damaligen Hönne- bzw. Bewin-Verlag  erschienen. Sie werden von Reclams Science-fiction-Führer als „eher bieder“ charakterisiert.
Richter war zusammen mit Walter Ernsting (aka Clark Darlton) und Heinz Bingenheimer (aka Henry Bings) mit einer der ersten Mitglieder des Science Fiction Club Deutschland und in dessen Anfangsjahren Leiter der Literarischen Abteilung, die unter anderem für die Verleihung des Clubsiegel des Science Fiction Club Deutschland zuständig war. Sieben Werke Richters wurden mit dem Clubsiegel prämiert.
Nach Richters Tod verwendete der Bewin-Verlag das Pseudonym William Brown unautorisiert als Verlagspseudonym weiter, das dann von Winfried Scholz (aka W. W. Shols), Hans Peschke (aka Harvey Patton) bei mehreren Titeln verwendet wurde. Nach einem Einspruch von Richters Erben erschienen weitere Titel im Bewin-Verlag unter W. Brown.
Unklarheit besteht hinsichtlich der Autorschaft des Romans Die neue Erde, der 1958, also noch zu Lebzeiten Richters erschien. Da Richter zu diesem Zeitpunkt bereits schwer erkrankt war, wird davon ausgegangen, dass hier schon Winfried Scholz der Autor ist.

## Werke
als William Brown
- Die Vulkane brechen auf (1953)
- Die Unverwundbaren (1953)
- Stern des Grauens (1955)
- Ruf aus dem All (Dr. Solden #1, 1956)
- Weltuntergang (Dr. Solden #2, 1956)
- Eropall, ein neuer Planet (Dr. Solden #3, 1956)
- Herculiden über der Erde (1957)
- Untergang der Galaxis (1958)

als Ernest Terridge
- Tödliche Schwarzwolken (1956)
- … und sie kamen vom Sirius (1956)
- Die Eroberung der Erde (1957)